# Jean Picard

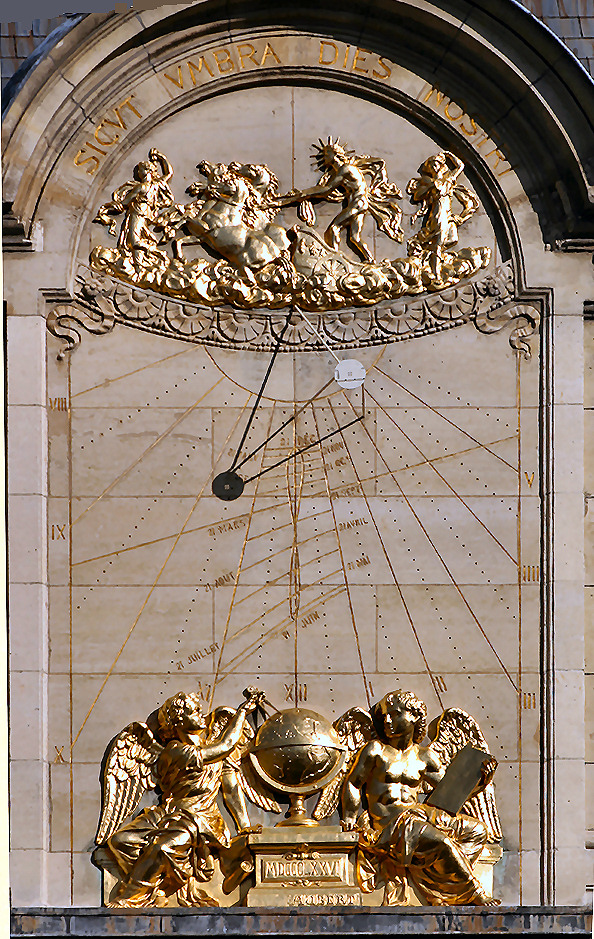
Picards Sonnenuhr im Innenhof der Sorbonne

Jean Picard, genannt Abbé Picard (Abt Picard), (* 21. Juli 1620 in La Flèche; † 12. Oktober 1682 in Paris) war ein französischer Astronom und Geodät.
Er gilt als einer der Begründer der Geodäsie. Picard bestimmte 1670 als Erster die Länge eines Grades eines Meridianbogens – und damit die Größe der Erde – durch Triangulation mit Quadranten, die Messfernrohre mit Fadenkreuzokularen zum Anvisieren des Gestirns hatten. Damit wurde eine bis dahin nicht mögliche Präzision der Gradmessung erreicht. Diese Messungen benutzte Isaac Newton, um seine Gravitationstheorie zu verifizieren.

## Leben und Leistungen
Über die ersten Jahrzehnte seines Lebens ist wenig bekannt. Er besuchte das Collège Henri-IV in seinem Geburtsort. Später assistierte er Pierre Gassendi bei der Beobachtung der Sonnenfinsternis vom 25. August 1645 und bei anderen astronomischen Ereignissen in den beiden folgenden Jahren. Er hörte wohl auch Gassendis Vorlesungen am Collège Royal. Wahrscheinlich erwarb er um 1650 den Titel des Priors von Rillé, einem kleinen Ort nahe seiner Geburtsstadt, was ihm zu einem kleinen Einkommen verhalf. Er scheint sich weiterhin mit astronomischen Beobachtungen befasst zu haben und wurde 1665 Professor am Collège de France.
Er gehörte zu den ersten 1666 von Colbert berufenen Mitgliedern der Académie Royale des Sciences.
Am 21. Juni 1667, dem Tag der Sommersonnenwende, legten Adrien Auzout, Jacques Buot, Bernard Frénicle de Bessy, Jean Picard und Jean Richer, Mathematiker und Astronome der Académie Royale des Sciences, den Meridian von Paris durch eine Markierung auf einem Stein fest, über dem danach das Pariser Observatorium gebaut wurde. Die Längendifferenz zu dem bis dahin allgemein verwendeten Ferro-Meridian wurde meist mit 22° 30′ kalkuliert.

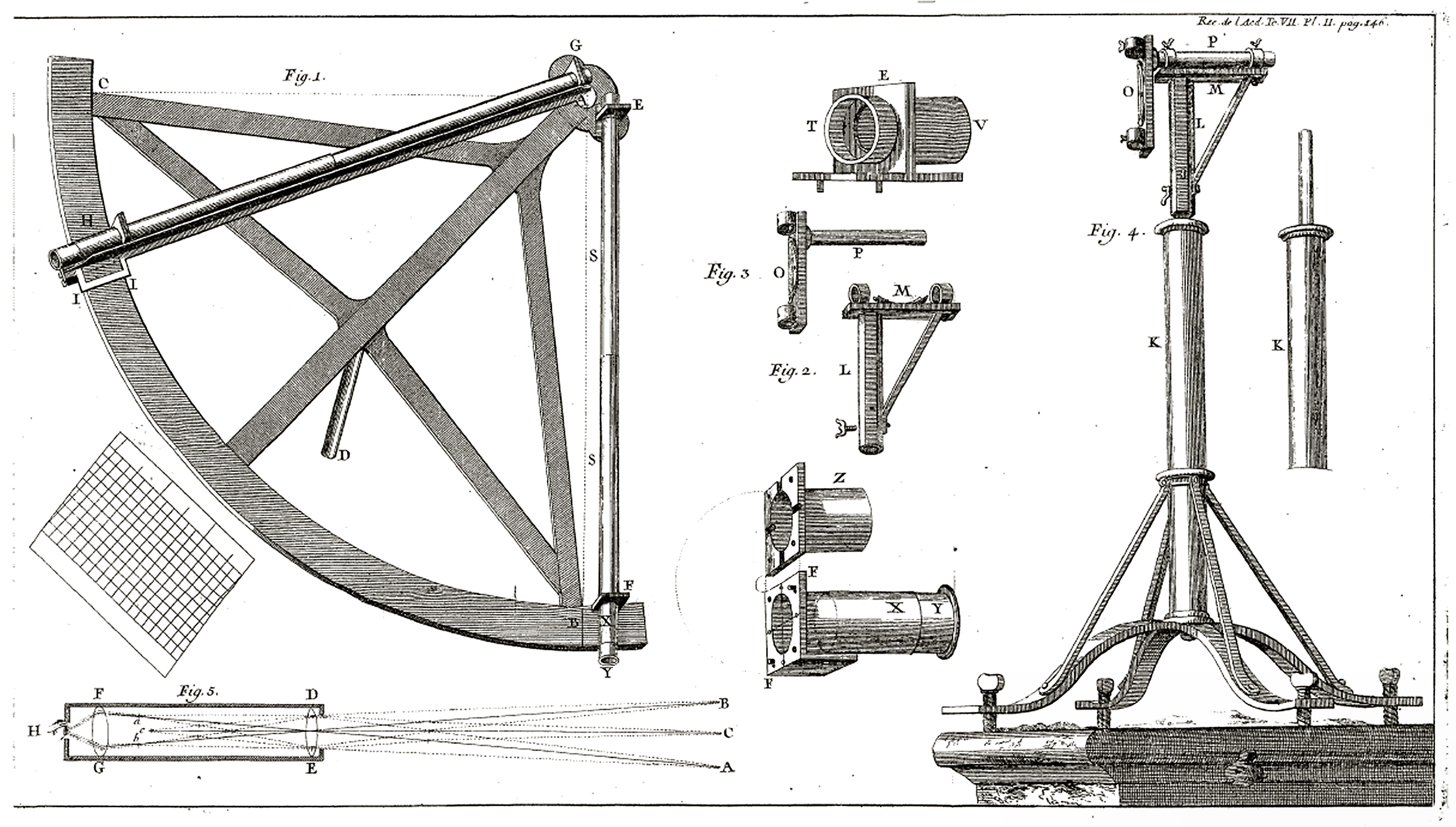
Picards Quadrant

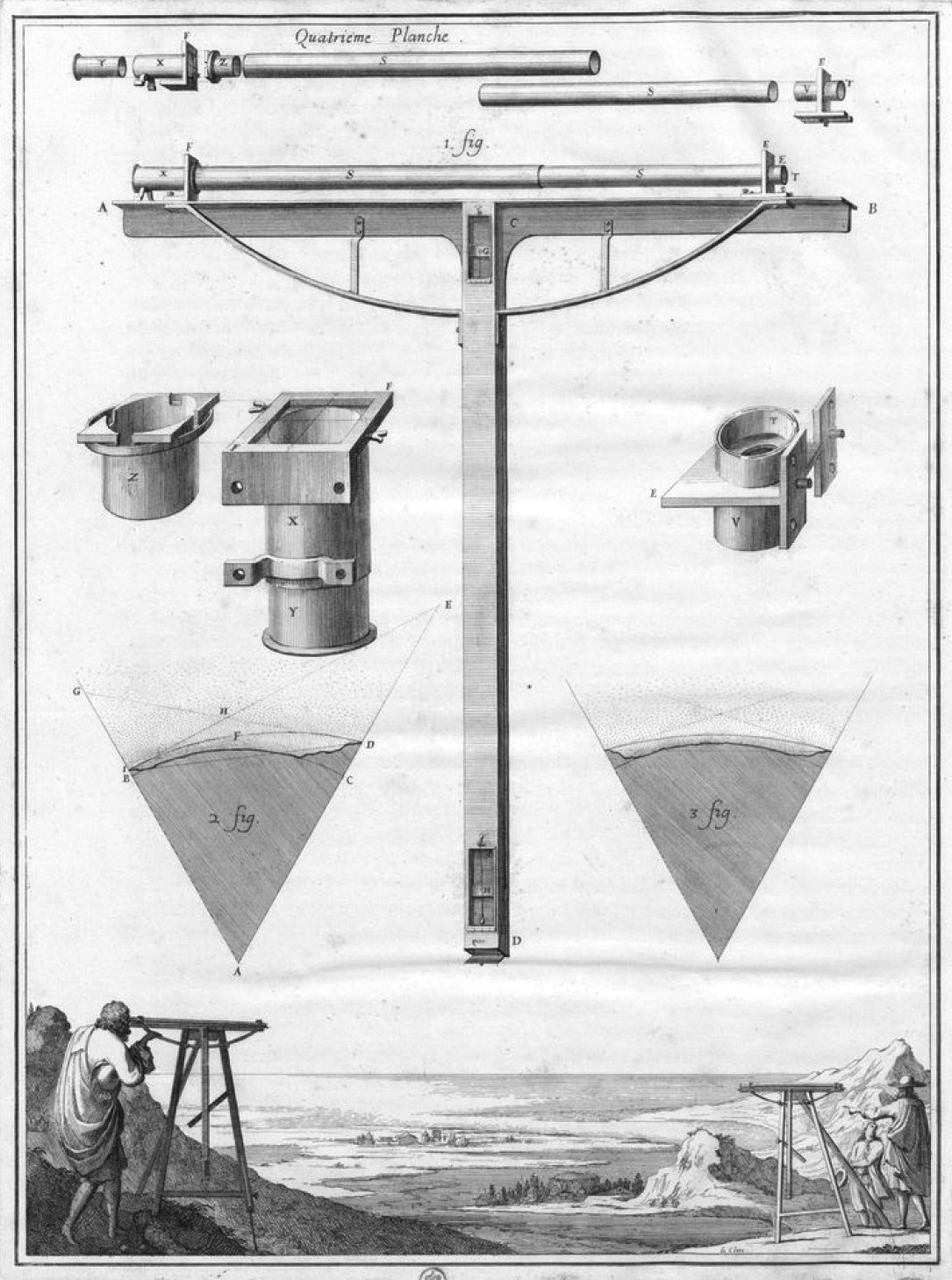
Picards Nivelliergerät

In den Jahren 1667 und 1668 arbeitete er zusammen mit Adrien Auzout daran, die bisherigen, mit einfachen Visieren versehenen Quadranten mit Messfernrohren auszustatten und in diese Fernrohre Fadenkreuzokulare und Mikrometer einzubauen. Für nächtliche Beobachtungen konnten die im Okular eingehängten feinen Fäden durch eine seitliche Lichtquelle sichtbar gemacht werden. Auch wenn andere schon diese Ideen hatten, so ist es das Verdienst von Auzout und Picard, die Geräte in ausdauernder Arbeit zu einsatzbereiten Präzisionsinstrumenten entwickelt zu haben. Außerdem entwickelte er ein ebenfalls mit Messfernrohren ausgestattetes Nivelliergerät.
In dieser Zeit machte er seinen Einfluss bei Colbert geltend, Cassini als Direktor der Sternwarte nach Paris zu berufen.

### Meridianbogen Paris – Amiens
1668 teilte Colbert den Mitgliedern der Akademie mit, er wünsche genauere Karten von Frankreich als die bis dahin gebräuchlichen und bat die Akademie, die dazu notwendigen Maßnahmen vorzubereiten. Als ersten Schritt ließ man zunächst eine Karte der Umgebung von Paris durch David Vivier nach den Vorgaben von Gilles Personne de Roberval und Picard anfertigen. Man war sich allerdings einig, dass zur Kartierung des ganzen Landes eine Gradmessung mittels geodätischer Triangulation und präzise astronomische Positionsbestimmungen der größeren Orte erforderlich wären.
Die ersten Gradmessungen der Neuzeit waren die 1525 von Jean François Fernel aus den Radumdrehungen seiner Kutsche und die 1615 von Willebrord van Roijen Snell (Snellius) erstmals aufgrund einer Triangulation errechneten Messungen gewesen.
Picard führte deshalb in den Jahren 1669 und 1670 in Abstimmung mit der Akademie die erste Gradmessung durch, bei der die Triangulation mit Instrumenten erfolgte, die Messfernrohre mit Fadenkreuzokularen und dadurch eine bis dahin nicht mögliche Präzision hatten.
Die Gradmessung fand auf der Strecke zwischen dem südlich von Paris, fast auf dem Meridian von Paris gelegenen Malvoisine (dem heutigen Champcueil) und dem im Norden nicht weit von Amiens entfernten Sourdon statt, die später als der Meridianbogen Paris – Amiens bezeichnet wurde.
Picard begann im Süden von Paris mit einer rund 11 km langen Basislinie zwischen Villejuif und Juvisy-sur-Orge, die auf einer weitgehend geraden, gepflasterten Straße mit hölzernen, 3,9 m langen Stangen zweimal ausgemessen wurde, mit nur um 2 Fuß voneinander abweichenden Ergebnissen. Danach verband er die Basislinie in einer Triangulation mit Malvoisine und Sourdon, die anschließend noch bis Amiens verlängert wurde. Seine Instrumente erlaubten ihm Dreiecke mit Seitenlängen von durchschnittlich 28 km Länge. Zur Kontrolle erstellte er abschließend noch eine 7,6 km lange Basislinie. Als Ergebnis errechnete er die Länge eines Grades mit 57.060 Toisen bzw. 111,210 km, was einem Krümmungsradius von 6.371,9 km entspricht.
Picard notierte bei seinen Messungen auch die unterschiedlich starke Refraktion, als deren Grund er Temperatur- und Luftdruckunterschiede der Luft vermutete (ohne allerdings den Schluss auf Dichteunterschiede ziehen zu können). Dies führte dazu, dass bald danach Thermometer und Barometer bei den Messungen berücksichtigt wurden.

### Reise nach Uraniborg
Im Juli 1671 begann Picard seine Reise nach Uraniborg auf der mittlerweile zu Schweden gehörenden Öresundinsel Ven, um die Position von Tycho Brahes Sternwarte neu zu bestimmen und damit dessen Beobachtungen der Fixstern- und Planetenpositionen aus den Jahren 1580 bis 1597 für die astronomischen Forschungen in Paris verwendbar zu machen.
Auf dem Weg machte er Station in Holland, wo er den Rheinischen Fuß, der der Triangulation von Snellius zugrunde lag, mit dem Pariser Fuß verglich und geringfügige Unterschiede zu den Maßen feststellte, die er in Mesure de la Terre verwendet hatte. Er traf dort Joan Blaeu, der in seinen Arbeiten über den Erdumfang zu fast demselben Ergebnis wie Picard gekommen war.
Als sein Schiff auf der Weiterfahrt wegen eines Sturms ankern musste, beobachtete er Sonnenflecken, die zufällig in Paris auch von Cassini gesehen wurden.
In Kopenhagen unterstützte ihn Erasmus Bartholin bei seinem Vorhaben. Er machte ihn auch mit dem jungen Ole Rømer bekannt, der ihm bei seinen Messungen auf der Insel Ven assistierte und ihn auf dessen Bitten anschließend nach Paris begleitete, wo er zehn Jahre lang am Pariser Observatorium tätig war. Auf Ven waren von Tycho Brahes Uraniborg kaum noch einige Mauerreste vorhanden, aber Picard richtete eine eigene, provisorische Sternwarte ein, mit der er nicht nur die Polhöhe, sondern durch Beobachtung des Umlaufs der Jupitermonde auch die Geographische Länge im Verhältnis zu Paris bestimmte. In den fast drei Monaten seiner Tätigkeit Ende 1671 auf Ven vermaß Picard außerdem eine Reihe umliegender Orte und nahm verschiedene astronomische Beobachtungen vor.

### Vermessungsarbeiten in Frankreich

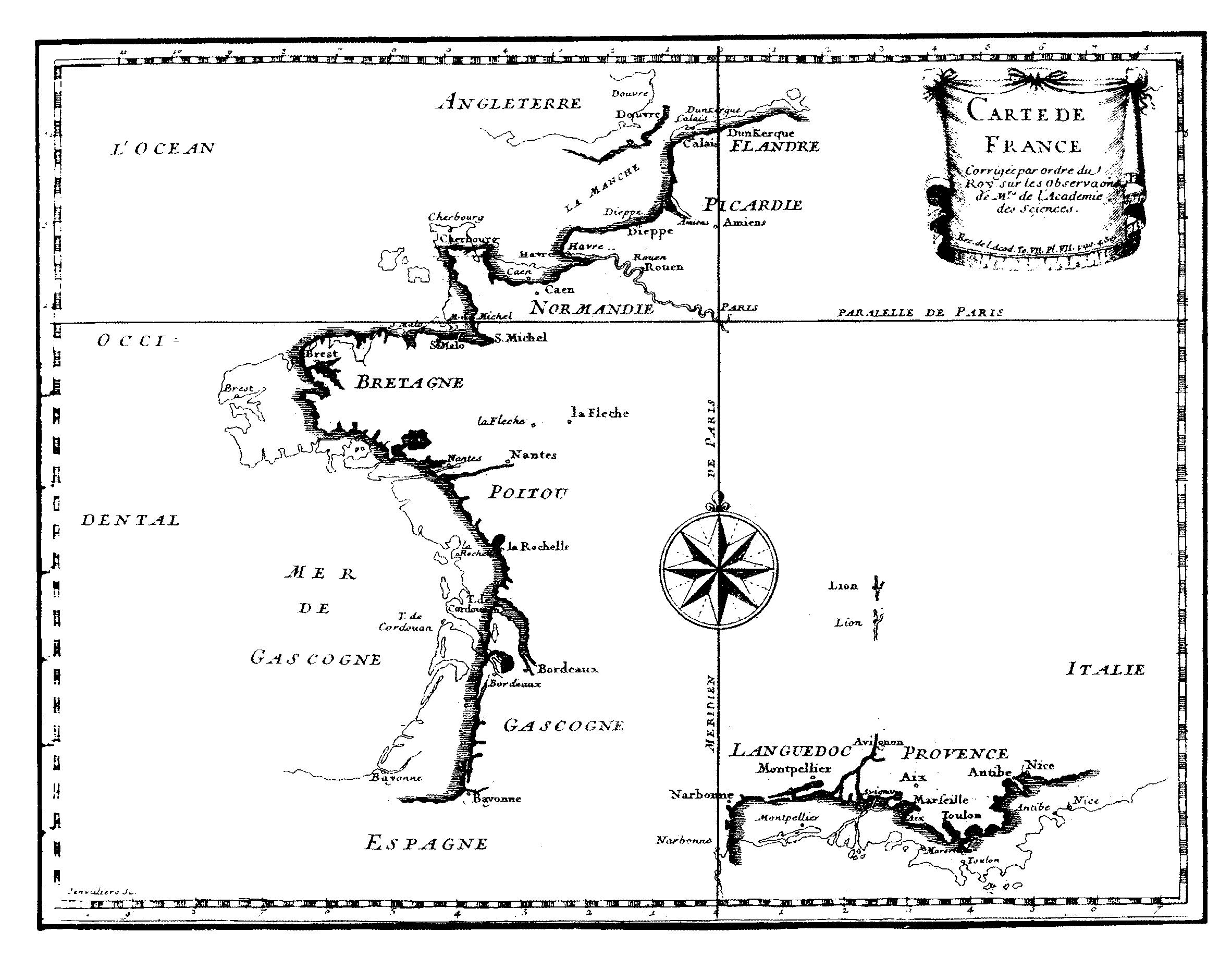
Korrigierte Karte Frankreichs von 1682

In den Jahren 1672 bis 1680 führte Picard zunächst verschiedene astronomische Beobachtungen u. a. in Montpellier und Sète sowie in Lyon durch. Zwischendurch musste er Vermessungsarbeiten für die Wasserversorgung des Schlossparks von Versailles durchführen, die in den Augen von König Ludwig XIV. vordringlich waren. Dazu gehörte 1674 auch die Klärung, dass der Vorschlag des mit dem Bau des Canal du Midi befassten Riquet, einen Teil der Loire in den Schlosspark umzuleiten, nicht durchführbar sei.
Zur Vorbereitung der von Colbert angeordneten Kartierung Frankreichs führten Picard und Philippe de La Hire in den Jahren 1679 bis 1681 geodätische Arbeiten in Brest und Nantes, in Bayonne, Bordeaux und Royan sowie an der französischen Nordküste durch. La Hire beendete sie mit Vermessungen der Küste der Provence.
Diese Arbeiten, ergänzt durch Vermessungen anderer Geodäten, ermöglichten La Hire, eine neue Küstenlinie in eine nach bisherigen Anschauungen erstellte Karte Frankreichs einzutragen. Diese Carte de France corrigée par Ordre du Roy sur les observations de Messieurs de l'Académie des Sciences (Karte Frankreichs, gemäß dem Befehl des Königs entsprechend den Beobachtungen der Herren der Académie des Sciences korrigiert) wurde 1682 der Académie und dem König vorgestellt, der daraufhin scherzhaft geäußert habe, dass «ces Messieurs de l'Académie lui avaient enlevé une partie de ses États» (diese Herren der Akademie ihm einen Teil seines Staates weggenommen haben).
Picard schlug 1681 vor, als Basis für die Kartierung des ganzen Landes seine eigene Gradmessung bis nach Dünkirchen und Perpignan zu verlängern und sie mit einer Triangulation entlang der Grenzen und Küsten zu verbinden. Das war der Ausgangspunkt für die sich über Jahrzehnte erstreckende Erstellung der Carte de Cassini, die noch heute im französischen Géoportail als historisches Kartenwerk online zugänglich ist.

### Sonstiges
Als Picard 1675 mit einem Quecksilberbarometer den Luftdruck in unterschiedlichen Höhen untersuchte, beobachtete er am Barometer Glimmentladungen (vgl. Geißlerröhre). Statische Elektrizität als Phänomen war jedoch schon im Altertum bekannt.
Picard war 1679 der Begründer des ersten astronomischen Jahrbuchs, der Connaissance des temps, die er bis zu seinem Tod veröffentlichte.
Der Mondkrater Picard ist nach ihm benannt.

## Schriften
- Mesure de la Terre. Imprimerie royale, Paris 1671 (30 S., Digitalisat auf Gallica). (Mit vollständigen Bildtafeln)
- Mesure de la Terre. Imprimerie royale, Paris (392 S., Volltext in der Google-Buchsuche). Posthum von Philippe de La Hire ca. 1685 herausgegebener Sammelband mit folgendem Inhalt:
  - Mesure de la Terre, S. 1–59
  - Voyage d'Uranibourg ou Observations Astronomiques faites en Dannemarck par Monsieur Picard, S. 61–99
  - Observations astronomiques faites en divers endroits du Royaume de France par Monsieur Picard, S. 101–120
  - Observations astronomiques faites à Brest et à Nantes pendant l'année 1679 par Messieurs Picard et de la Hire, S. 121–134
  - Observations faites à Bayonne, Bordeaux et Royan pendant l'année 1680 par Mess. Picard & de la Hire, S. 135–144
  - Observations faites aux costes septentrionales de France pendant l'année 1681 par Mess. Picard & de la Hire, 145–160
  - Observations faites en Provence et à Lyon sur la fin de l'année 1682 par Monsieur de la Hire, S. 161–180
  - De la pratique des grands cadrans par le calcul. Par M. Picard, S. 182–224
  - Traité du Nivellement, par M. Picard; Préface par M. de la Hire, S. 225–283
  - Relation de plusieurs nivellements fait par ordre de sa Majesté par M. Picard, S. 284–297
  - Abbregé de la Mesure de la Terre faite par M. Picard, S. 298–309
  - De mensuris (Vergleich verschiedener Maßeinheiten, lateinisch), S. 311–317
  - Mesures prises sur les originaux & comparées avec le pied du Chastelet de Paris par M. Auzout, S. 317–320
  - De Mensura Liquidorum et Aridorum, S. 321–331
  - Fragmens de Dioptrique par Monsieur Picard; S. 333–392
- De la Hire (Hrsg.): Traité du Nivellement, avec une relation de quelques Nivellements faits par ordre du Roy. Estienne Michallet, Paris 1684 (Volltext in der Google-Buchsuche).
- De la Hire (Hrsg.): Traité du Nivellement, avec une relation de quelques Nivellements faits par ordre du Roy. Montalant, Paris 1728 (Volltext in der Google-Buchsuche).